# Kol Nidrei (Bruch)
Kol Nidrei, Op. 47, é uma composição para Violoncelo e orquestra escrito por Max Bruch, tocada, entre muitos outros intérpretes, também pela violoncelista portuguesa Guilhermina Suggia, gravada em 1927.
Bruch completou a composição em Liverpool antes da estreia em Berlim (1881). É denominado como um Adagio 2 Melodias hebraicas, para Violoncelo e Orquestra com Harpa e consiste numa série de variações sobre dois temas principais de origem judaica. O primeiro tema, que empresta o título da peça, vem a oração Kol Nidre que é recitado durante o serviço na noite de Yom Kippur.
A Obra é para violoncelo, 2 flautas, 2 oboés, 2 clarinetes, 2 fagotes, 4 Trompas, 2 trompetes, 3 trombones, tímpanos, harpa e cordas.